# Промень (Жари)
«Промень» (пол. Ks Promień Żary) — польський футбольний клуб з міста Жари, заснований 1 березня 1946 року.

## Історія
У недільний день 1 березня 1946 року у ресторані «Великоланка» відбулися установчі збори, метою яких було заснування спортивного клубу у місті Жари. Антоні Вагнер ста головою засновницької групи, а надалі він був президентом КС «Промень». Перший матч на першість Класу області Вроцлав відбувся 12 березня 1946 року між «Променем» та «Пафавагом» з Вроцлава. Перемогу здобули футболісти «Променя» 6:0. В першому сезоні «Промень» посів третє місце серед команд з Вроцлава, Валбжихи, Свідниці та Єлені Гури.
У 1948-1951 роках клубом опікувалась військова частина і клуб мав назву «Легія - Промень» і окрім футбольної команди клуб мав секцію боксу. Граючим тренером команди був Роман Міхалак, який першим з гравців клубу став віце - чемпіоном Польщі.
У сезоні 1993 - 1994 команда посіла третє місце і піднялася до Третьої ліги. Президентом клубу на то час був Влодзімєж Дизерт.
У сезоні 2013/14 команда посіла 15 - те  місце у Нижньосілезько - Любуській лізі у опустилася у Четверту лігу.
Від сезону 2017/18 клуб має також жіночу команду.

## Відомі гравці
- Себастьян Дудек
- Маріуш Ліберда
- Анджей Недзелян